# Duridrilus tardus
Duridrilus tardus är en ringmaskart som beskrevs av Erséus 1983. Duridrilus tardus ingår i släktet Duridrilus och familjen glattmaskar. Inga underarter finns listade i Catalogue of Life.